# Amanda Waller
La Dra. Amanda Blake Waller es un personaje ficticio que aparece en los cómics estadounidenses publicados por DC Comics. El personaje apareció por primera vez en Legends # 1 en 1986, y fue creado por John Ostrander, Len Wein y John Byrne.  Amanda Waller es una antagonista y aliada ocasional de los superhéroes del Universo DC.
Representada como una afable mujer afroamericana, Amanda Waller es la directora de las misiones mortales del Escuadrón Suicida y una especialista que supervisa la investigación de personas con poderes. A pesar de que carece de superpotencias, el personaje es funcionario del gobierno de alto rango que usa engaño, conexiones políticas e intimidación para alcanzar sus metas, a menudo en nombre de la seguridad nacional. Waller se asocia comúnmente con las agencias gubernamentales ficticias Checkmate y A.R.G.U.S.
Amanda Waller fue clasificada por IGN's como una de las 60° más grandes villanas de cómics de todos los tiempos. En los últimos años, el personaje ha sido adaptado sustancialmente en animación y medios de acción en vivo. Varias actrices han retratado a Waller: CCH Pounder para varios proyectos animados; Pam Grier en la serie de acción en vivo Smallville; Angela Bassett en la película de acción real Linterna Verde; Sheryl Lee Ralph en la serie animada Young Justice; Cynthia Addai-Robinson en la serie de acción en vivo Arrow y el videojuego Lego Batman 3: Beyond Gotham; Yvette Nicole Brown en la serie animada DC Super Hero Girls; y Viola Davis en las películas de DC Extended Universe Escuadrón suicida (2016), El escuadrón suicida (2021), Black Adam (2022) y en la serie de HBO Max Peacemaker (2022).

## Historia de la publicación
Las personas responsables en sus primeras apariciones en los cómics fueron John Ostrander y Kim Yale en su publicación en la serie de historietas Suicide Squad, a finales de 1980. 
Apodada como "el Muro", era una exasesora del Congreso y agente secreta del gobierno a menudo puesta a cargo del Escuadrón Suicida, una organización semi-secreta de supervillanos dirigida por el gobierno de los Estados Unidos. Más tarde se desempeñó como Secretaria de Asuntos Metahumanos bajo la presidencia de Lex Luthor, antes de ser arrestada a raíz de la caída de gracia pública de Luthor. Waller fue reasignado a la dirección de Checkmate, como la Reina Blanca, pero se ha visto obligada a renunciar debido a su implicación en la Operación Salvation Run.

## Biografía ficticia

### Origen
Amanda Waller se estableció como una viuda que escapó de los proyectos de vivienda Cabrini-Green de Chicago con su familia sobreviviente después de que uno de sus hijos, una de sus hijas y su esposo fueran asesinados. Waller se destacó en ciencias políticas y se convirtió en asistente del Congreso. Durante ese tiempo, descubrió la existencia de las dos primeras encarnaciones del Escuadrón. Tomando elementos de ambos, propuso el desarrollo de su tercera encarnación a la Casa Blanca y fue puesta a cargo tras su aprobación.

### Años de Servicio Federal
La Agencia fue creada por Amanda Waller para servir como una pequeña y casi independiente rama de Trabajo de la Fuerza X. Valentina Vostok envió al expolicía de Nueva York el teniente Harry Stein como agente de dicha Agencia. Amanda Waller más tarde promovió a Stein a la posición de comando y degradó a Vostok. Harry Stein más tarde reorganizá a la Agencia bajo el nombre de Jaque Mate (Checkmate).
La tenencia de Waller como la funcionaria a cargo del Escuadrón Suicida fue tumultuosa y controvertida. A pesar de tener muchos éxitos, desarrolló un hábito de desafiar a sus superiores en Washington con el fin de lograr sus objetivos legítimos y personales en más de una ocasión. Los primeros conflictos entre ella y sus superiores giró en torno a la dirección del Escuadrón Suicida. A pesar de que propuso que el Tigre de Bronce, el hombre que ella había ayudado a salir de su lavado de cerebro dirigiera el equipo, fue relegado al segundo lugar al mando, y Rick Flag Jr. fue el líder. Waller presume un resentimiento de que esa decisión estaba cargada de racismo, relacionado no sólo para su propia condición de mujer negra, sino también por el tono de piel propia de Tigre de Bronce, aunque el propio Tiger no creía que se trataba de un factor, al contrario, considera este fue el resultado de la desconfianza por el lavado de cerebro que le impusieron por la Liga de Asesinos.
Su relación con el mismo equipo fue de aversión mutua. La mayoría de los miembros penales del equipo en realidad no acataron los métodos de Waller (especialmente el Capitán Bumerang), e incluso los héroes del equipo estuvieron a menudo en desacuerdo con Waller. La incapacidad de Waller para hacer frente al compromiso con su pueblo llevó a la salida del equipo y a la muerte de un senador de los EE. UU., lo que indirectamente causó la muerte de Rick Flag Jr. Sin embargo, ese tipo de conflictos no se limita únicamente a sus superiores y su equipo, también se extiende a Batman, quién se opuso a la formación del Escuadrón Suicida (aunque más tarde ayudaría a su reformación). No obstante, el equipo se mantuvo fiel a ella, a menudo eligiendo ponerse del lado de ella en vez de al gobierno.
En última instancia, se puso de manifiesto que la razón de que Amanda Waller mantuvo incluso a los héroes como Nightshade cerca suyo, estaba en la razón de que deseaba líderes que actuarán como dictaría su "propia conciencia". En el transcurso de su primera carrera con el Escuadrón Suicida, sus acciones se convirtió cada vez más erráticos mientras luchaba para mantener el control de la Brigada. Esto se vio acentuada por la revelación pública del Escuadrón Suicida, y ser sustituida oficialmente. Aunque su "reemplazo" era en realidad un acto, y Waller mantuvo la dirección del equipo.
Incluso ese secreto finalmente será revelado y Amanda Waller sería llevada a juicio. Durante este tiempo, el Escuadrón Suicida también se involucró en un conflicto interinstitucional en un cruce entre Checkmate (Jaque Mate) y la llamada Directiva Janus.
Una de las misiones sobre la Tierra estaría en contra de su voluntad, cuando como muchos miembros del Escuadrón fueron secuestrado por la fuerza y llevado a Apokolips. Esto debido a que los miembros del equipo Duquesa recordarón su pasado como furias femeninas Lashina, en vez de continuar con lagunas amnésicos como ella pretendía, debido a que deseaba volver a casa con los sacrificios adecuados. El Escuadrón padece varias muertes luchando contra las fuerzas de Apokolips, con Waller personalmente enfrentando a Granny Goodness. Sin embargo, el enfrentamiento terminó con la muerte de Dr. Light y una de las sobrinas de la propia Waller, y con el Conde Vértigo casi fatalmente herido.
Eventualmente llegó el momento de servir de prisión con su búsqueda de un cártel del crimen organizado con sede en Nueva Orleans llamado la LOA y matando a su liderazgo, utilizando a operativos del Escuadrón como Ravan, Poison Ivy y Deadshot en el proceso.

### Escuadrón Suicida: El renacimiento
Waller es finalmente indultada y liberada un año después de reorganizar el equipo como un grupo independiente de mercenarios a instancias de Sarge Steel para hacer frente a una crisis en Vlatava, el Conde Vértigo decide regresar a casa. Waller acepta entrar en la cárcel porque sabía muy bien dos cosas: una, se llegaría al acuerdo de indultar a los operativos Squad que había cruzado la línea, y dos, ella volvería a su posición con bastante facilidad si se la volvía a necesitar. Posteriormente, el Escuadrón Suicida realiza una variedad de misiones, a menudo pisando terreno político peligroso cuando se trata de los intereses soviéticos e israelíes. En particular, Squad ayuda a destruir los planes de la Cábala para lanzar a Qurac, Israel y los EE. UU. en el caos político.
Durante el transcurso de su mandato renovado con este equipo, Amanda decidió acercarse a sus operativos, incluso acompañándolos en sus misiones sobre el terreno. Esto permite a ella y a su equipo unirse con mayor eficacia, a pesar de que aún conserva su personalidad dominante y amenazante.
Poco después, Amanda Waller organiza a los Guerreros Sombra para enfrentar al villano Eclipso. Una vez más, tiene que enfrentarse a Sarge Steel. Su primer intento de un equipo formado con la ayuda de Bruce Gordon y su esposa Mona, no salió para nada bien. La mayoría del equipo son brutalmente asesinados infiltrándose en el escondite de Eclipso. Su segundo intento con un equipo mucho más grande tiene mucho más éxito.
Durante la debacle de Bloodlines, el presidente envía a Guy Gardner a buscar a Waller de su "retiro" en la isla. Ella lidera una aventura de múltiples héroes que resulta en la destrucción de los parásitos alienígenas. Con el tiempo se reúne con el servicio federal, inicialmente como directora de la región Sureste del Department of Extranormal Operations (Departamento de Operaciones Extranormales). Siendo promovida a Secretary of Metahuman Affair (Secretario de Asuntos Metahumanos) como miembro de la Administración Presidencial de Lex Luthor.

### Servicio Internacional
En el breve periodo de tiempo que trabaja en la oficina de Lex Luthor, Amanda Waller es nuevamente encarcelada. Esto no dura mucho tiempo, ya que liberada y el sucesor de Luthor, Jonathan Vicente Horne, le ordena tomar el mando de la organización secreta Checkmate (Jaque Mate). La organización es sacudido por el Proyecto OMAC relacionada con los asesinatos de Maxwell Lord, con quien Waller ha tenido serios conflictos. Waller obtiene el rango de Reina Negra hasta que los Estados Unidos y las Naciones Unidas deciden qué hacer con esa organización. En los últimos números de 52, se muestra a Waller encargando al Atom Smasher encarcelado que organice un nuevo Escuadrón Suicida para atacar a Black Adam y sus aliados. Esto termina con la muerte del miembro de Squad Persuader y el esperado giro de relaciones públicas contra la familia Black Marvel.
En la renovada Checkmate ambientada en la continuidad de Un año después, se muestra que Waller fue asignado por la ONU para servir como Reina Blanca de Checkmate, miembro de su ejecutivo principal de formulación de políticas. Debido a sus actividades anteriores, su nombramiento depende de que no tenga control directo sobre las operaciones. A pesar de todo, continúa con su propia agenda, utilizando en secreto al Escuadrón Suicida para realizar misiones a favor de los intereses estadounidenses y chantajeando a Fire. También se da a entender que ella pudo haber traicionado a un equipo de misión en un intento de proteger sus secretos y facilitó un ataque a la sede de Checkmate para su propio beneficio.
Mucho tiempo después, pasar tomar a cargo de la Operation Salvation Run, una iniciativa que incluye la deportación masiva de los supervillanos a un mundo extraño. Cuando esto fue descubierto por el resto de miembros Jaque Mate, se vio obligada a dimitir como Reina Blanca a cambio de su retraso en la revelación de lo que el gobierno de EE. UU. estaba haciendo. Se mantiene ejecutando el Escuadrón Suicida, y se ha implanta la nanotecnología que les permite controlar directamente a Chemo durante las misiones.
Durante la Superman/Batman storyline "K", se revela que la Reina Blanca de Jaque Mate (Amanda Waller) había estado acumulando Kryptonita y la había estado utilizando para crear un grupo anti-Superman llamado la Last Line (Último Linaje) y una criatura parecida a Doomsday con el nombre código "All-American Boy", que emanaba fragmentos de Kryptonita que crecían fuera de su cuerpo. La función del Último Linaje era proteger a los Estados Unidos contra Superman si el Hombre de Acero alguna vez enloquecía y se volvía en contra de la Tierra. All-American Boy, (nombre real: Josh Walker) fue engañado inscribiéndose en lo que él creía que era un programa de inmunización de armas biológicas, pero que en realidad era la cubierta de un experimento ultrasecreto que consistía en la inserción de fragmentos de Kryptonita en un cuerpo humano combinadas con el ADN Kryptoniano obtenido de células esparcidas durante la última batalla de Superman con el supervillano Doomsday. Cuando Superman y Batman realizaban una misión para librar al mundo de todo fragmento Kryptonita, descubrieron el centro de comando secreto de operaciones debajo de las granjas de Kansas. Superman y el All-American Boy lucharon entre sí, provocando que su batalla destruya casi todo el estado de Kansas y causando una devastación y daño sin precedentes en Smallville. Batman con la ayuda de Brannon el líder de la Last Line, localizó a los padres de Josh, que lo convencieron de que se detuviera. Al parecer el observar a sus padres desencadenó algo en la memoria de la criatura y se detuvo su ataque. Sin embargo, Waller estuvo obligada a pagar la reparación de Smallville, a cambio de que su participación en el proyecto AAB (All-American Boy) permaneciera en secreto.
En la serie Suicide Squad: Raise the Flag, se la observa de nuevo como la líder del Suicide Squad (Escuadrón Suicida) cuando el General Slate regresara a la Tierra después de su exilio, y fuera reinsertado con prontitud con implantes explosivos injertados en el brazo y el cerebro para obligarlo a obedecer las exigencias de Waller. Dicha tecnología estaba basada en la utiliza e ideada por Cliff Carmichael para cntrolar a Chemo, lo que cual permite utilizar al gigante de tóxicos para el beneficio del Escuadrón Suicida. Se pone de manifiesto que Rick Flag ha sobrevivido a los acontecimientos en Jotunheim y fue devuelto bajo las órdenes de Waller. Se revela que Rick Flag Jr. nunca fue más que un alias, y que él era en realidad un soldado alterado por medio de un lavado cerebral cuando estaba al servicio de Eiling.
Waller conduce a Chemo contra un ataque a Supercorp Dubai con la intención de liberar un virus mortal. Sin embargo, Carmichael, con Eiling y parte de su equipo, la traiciona, como parte del plan de Eiling para beneficiarse de la liberación de los virus, y es casi asesinada cuando utiliza su pluma como un transmisor para detonar un implante explosivo. Sin embargo, Flag al engañarlo detona al propio Eiling por medio de la utilización de su propio bolígrafo, proclamando la liberación de ella. Finalmente ella decide reunirse con él, rechazando la posibilidad de una vida normal.
Más tarde intentó devolver por la fuerza a varios miembros de los Seis Secretos (Bane y Deadshot) al Escuadrón Suicida, y cuando su plan fracasó debido a los eventos de Blackest Night y el desafío de los Seis, Deadshot le disparó y se lo reveló en privado. Rey Faraday para ser su nuevo líder secreto, Mockingbird. Cuando Faraday cuestionó la necesidad de estar informado de la situación, e incluso la necesidad de traer a los Seis bajo el estandarte del Escuadrón cuando ya los controlaba, Amanda simplemente se encogió de hombros. Faraday luego cuestionó a Amanda... "¿Su mano derecha sabe lo que está haciendo su mano izquierda?", Waller responde con "solo en la base de la necesidad de saber", lo que implica en gran medida que incluso el propio Faraday también está en la "base de la necesidad de saber".

### The New 52
En The New 52 (un reinicio de 2011 del universo de DC Comics), se muestra que Amanda Waller está al mando directo del Escuadrón Suicida, elige a sus miembros y tiene la última palabra sobre cuándo y si sus explosivos implantados son detonados. Se revela que solicitó el mando de una unidad que podría enviar a la muerte sin arrepentirse después de que una operación en la que participó resultó en la muerte de todos los demás miembros del escuadrón, incluidos varios que había reclutado personalmente. También estuvo involucrada con el Equipo 7 de alguna manera mientras servía en el Ejército de los Estados Unidos como Capitán, lo que la llevó a dejar temporalmente el negocio del espionaje. Además, esta versión de Amanda Waller se reimagina como una mujer joven y delgada en contraste con su diseño original.
Amanda Waller luego formó la Liga de la Justicia de América que está separada de la Liga de la Justicia principal donde se la muestra como la Directora de A.R.G.U.S. Reclutó a James Gordon Jr., quien estaba vivo a pesar de su aparente muerte a manos de su hermana Barbara mientras salvando a su madre. Sin embargo, se muestra que James Jr. solo accedió a unirse porque está enamorado de Waller. 
Durante la historia de "Forever Evil", se muestra a Amanda Waller en Belle Reve tratando de que Manta Negra se una al Escuadrón Suicida en el momento en que Deathstorm y Power Ring se infiltran en la prisión. Más tarde, Amanda Waller se pone en contacto con Deadshot para volver a reunir al Escuadrón Suicida. Las pistas posteriores apuntan a una impostora, Amanda Waller, que causa problemas entre bastidores.

### DC Renacimiento
Amanda Waller vuelve a su diseño original con la iniciativa DC Rebirth. Cuando se enfrentada por Barack Obama sobre Task Force X, ella lo convence de que el Escuadrón Suicida debe existir para hacer frente a las amenazas de las que ni el presidente ni la Liga de la Justicia pueden ser conscientes, al tiempo que accede a nominar a un líder de campo no criminal para llevar a cabo sus directivas durante las misiones y mantener a los convictos en línea. Ella visita a Rick Flag en la Bahía de Guantánamo, donde había sido encarcelado por desobedecer las instrucciones directas de salvar a sus compañeros de equipo, y trata de convencerlo de que trabaje junto a los supervillanos por un bien mayor; ella tiene éxito, lo libera y lo convierte en el líder de campo de Task Force X.
En el número 11 de Suicide Squad (2016), como parte de DC Rebirth, Amanda Waller es asesinada a tiros. Su muerte se confirma en el número 12. Sin embargo, se revela en el número 15 que fingió su muerte con la ayuda de Deadshot, quien le disparó una bala al corazón, y Enchantress, quien mágicamente movió la bala a la parte más reparable del corazón humano. Debido a esto, puede usar Deadshot contra el villano Rustam y la organización internacional en la sombra conocida solo como People.

### Dawn of Dc
Después de los eventos de " Dark Crisis ", donde la Liga de la Justicia regresa de sus muertes, Amanda Waller se acerca al Consejo de la Luz con una propuesta para encarcelar a los metahumanos de la Tierra por el peligro que representan para la humanidad. En The Dawn of DC Primer #1, Waller le encarga a Peacemaker y Peacewrecker, sus nuevas manos derechas, que adquieran el Casco del Odio de la Isla Lázaro mientras se reúne con un grupo de villanos y les encarga que maten superhéroes. Después de los eventos de " Knight Terrors ", Amanda Waller roba la Piedra de la Pesadilla, que una misteriosa figura combina con el Casco del Odio para convertirse en Doctor Hate . Waller luego le dice a Hate que apunte a los Titanes ahora que la Liga de la Justicia es temida por el mundo.  Después de los eventos de " Titans: Beast World ", Waller retrató a los Titanes como tomadores de riesgos que carecen de responsabilidad en una conferencia de prensa de la Oficina de Soberanía en la antigua sede de la Liga de la Justicia, el Salón de la Justicia, rebautizado como el "Salón del Orden", para condenar a los Titanes y otros superhéroes. Ella actúa como antagonista principal en el evento " Poder Absoluto ", Durante el evento  , Waller usa la tecnología de Brainiac Queen para construir un ejército de Amazos conocido como Task Force VII y drenar los poderes de los metahumanos en todo el mundo. Sin embargo, finalmente es derrotada y encarcelada en  Belle Reve, donde Nia Nal manipula sus recuerdos para evitar que acceda a información crucial que puede usarse contra la Liga de la Justicia

## Otras versiones

### Flashpoint
En la realidad alternativa de Flashpoint, Amanda Waller es una asesora del Presidente de los Estados Unidos que le dice que Hal Jordan es insubordinado e irresponsable. Sin embargo, el presidente le dice que el mundo necesita a Hal Jordan (Green Lantern) como un héroe.

### Batman Beyond
Amanda Waller aparece en la serie de cómics Batman Beyond, ambientada antes de los eventos de "Epílogo", donde participó en la creación del clon de Dick Grayson para crear un nuevo Batman, razonando que Grayson era más estable que su mentor, solo para el clon para convertirse en el nuevo Hush y comenzar a matar a la galería de viejos pícaros de Batman, incluidos villanos retirados como Signalman y Hombre del Calendario. Incluso después de que Terry McGinnis, el verdadero Dick Grayson y la nueva Catwoman evitan por poco el intento del clon de destruir Ciudad Gótica, se muestra que Waller todavía está trabajando en más clones del Batman original y sus aliados.

### Arrow
En el cómic relacionado con Arrow, Arrow: Temporada 2.5, Waller envía al Escuadrón Suicida para que se ocupe de la situación en Kahndaq, donde miembros terroristas y su líder Khem-Adam comienzan a ejecutar a muchas personas debido al deseo de Khem-Adam de salvar a un país de extranjeros. influencia. Su escuadrón logra matar a los miembros del grupo, a excepción de Adam, que es llevado por Nyssa al Ghul y Sara Lance en Nanda Parbat, donde es ejecutado por un miembro de la Liga de Asesinos.

### The Flash
En el cómic relacionado con The Flash, Season Zero, Waller envía al Escuadrón Suicida (compuesto por Cupido, el Capitán Bumerang y Floyd Lawton) para inspeccionar a Rey Tiburón destruyendo un acuario, luego los envía a extraerlo. Waller lleva a Lamden al centro de detención de A.R.G.U.S. para que lo encadenen. Ella lleva a una mujer a verlo, antes de abrirlo para diseccionarlo cuidadosamente. Después de la disección, Waller lo envía al otro lado del país para comenzar como parte del Escuadrón Suicida. Pronto, Barry Allen viene a rescatarlo, pero Waller envió algunos drones tras él, creados por el General Wade Eiling. Eventualmente encuentran dónde había estado Rey Tiburón, pero Barry es capturado rápidamente y se le cuenta lo que le sucedió a Lamden.

### DC Comics Bombshells
En DC Comics Bombshells, la comandante Amanda Waller es la jefa del proyecto "Bombshells" durante la Segunda Guerra Mundial. En DC Comics Bombshells Annual 1, se muestra que también es Superintendente de la Academia Militar de los Estados Unidos.

### Injustice 2
En la precuela de Injustice 2, Waller irrumpe en Quiver (el escondite de Green Arrow) para arrestar a Harley Quinn, creyendo que Harley debería ser castigada por sus crímenes a pesar del papel de Harley en derrotar a Superman. Después de que Deadshot la ayuda a capturar a Harley, obliga a Harley a unirse al Escuadrón Suicida. Sin embargo, inmediatamente después, es asesinada por Jason Todd, quien andaba como un impostor de Batman.

### Sociedad Secreta de Héroes de DC Comics
En el mundo de DC Comics Secret Hero Society, Amanda Waller es la consejera, oficial de absentismo escolar y jefa de detención en Justice Preparatory Academy.

## En otros medios

### Televisión

#### Animación

##### Liga de la Justicia Ilimitada
Amanda Waller hace su debut animado en la serie de televisión Liga de la Justicia Ilimitada con la voz de la actriz nominada al Emmy CCH Pounder. Haciendo su primera aparición en el octavo capítulo de la primera temporada "Ultimátum". Esta versión del personaje lleva en secreto el Proyecto Cadmus, un grupo que se formó a instancias del gobierno de Estados Unidos para crear un contrapeso a la Liga de la Justicia en caso de que esta perdiera la dirección y atacara al gobierno como lo hicieron los Amos de la Justicia en el universo alterno.
Ella siempre ha desconfiado de la Liga, que además de manifestarse en la creación del Proyectos Cadmus, se refleja en su trato frecuente con Batman, que forma la mayor parte de la interacción entre Cadmus y la Liga.
En su primera aparición, es capaz de hacerse notar sutilmente, dando a entender que ella sabe su identidad secreta de "niño rico" (probablemente gracias a Hugo Strange, que conoció su secreto durante el episodio "The Strange Secret of Bruce Wayne" de Batman: la serie animada). Varios proyectos fueron creados bajo su mando por el Profesor Hamilton, en particular crea Cadmus en su agenda y estos a su vez forman: Los Ultimen, Galatea y a Doomsday.
Los Ultimen son un equipo de superhéroes que recuerda a los menos conocidos Súper Amigos (específicamente Jefe Apache, Volcán Negro, los Gemelos Fantásticos, y Samurái). Son formas de vida creadas artificialmente programados con recuerdos implantados, destinados a ser un equipo de superhéroes que permanecen leales al gobierno. Sin embargo, el proceso de clonación solo les da una vida útil de un año o dos como máximo. Otra de sus creaciones es Doomsday creado a partir del ya visto en el episodio "Un Mundo Mejor" de la Liga de la Justicia, es presentado como un clon de Superman, con odio y recuerdos implantados en contra de Superman. El otro proyecto llamado Galatea es un clon de Supergirl (aunque su traje se basa en el de Power Girl), con edades de madurez con el fin de hacerla más fuerte. En contraste con el proyecto Ultimen, no hay ningún problema aparente con su vida.
En "El Castigo de Doomsday", Cuando Batman descubre su identidad ella le dice en voz alta sobre la amenaza muy real que la Liga plantea si se convirtieran en villanos debido a que conocía el incidente de los Amos de la Justicia en el universo alterno. Después del resiente despedido de Profesor Milo este libera a Doomsday para vengarse de Waller pero Doomsday escapa y se dirige a una isla donde se encuentra Superman, Waller solo pudo ver cómo el General Wade Eiling desató una ojiva nuclear para deshacerse de Doomsday y Superman, sin embargo, Batman logró descarrilar el camino de la ojiva equipada con Kryptonita. Waller también hace un Cameo complementado al equipo de Rick Flag Jr. en el episodio "El Equipo X", y cuando ella y Lex Luthor celebran la humillante pelea de Superman con el Capitán Maravilla en el episodio "Choque".
En el episodio "Punto Álgido" Cuando Pregunta descubre el proyecto y es capturado, Waller y Lex Luthor dan órdenes al Dr Luna para interrogarlo. Poco después "Pregunta" es rescatada por Superman y Cazadora, Lex Luthor aprovecha el incidente para robar momentáneamente el cañón de fusión binaria equipado en la sede por satélite de la Liga de la Justicia, usándolo para destruir los compuestos evacuados de Cadmus, causando enormes daños colaterales. Esto con el objetivo de acabar con Amanda Waller e implicar a la Liga de la Justicia y a un gran número de sus miembros quienes ayudaban en los esfuerzos de rescate, debido a este incidente los miembro fundadores de la liga (a excepción de Batman) se entregan al gobierno. En el episodio "Pánico en el Cielo" en respuesta al ataque a Cadmus, Waller envía un ejército de Ultimen clonados bajo el control de Galatea en contra de la Liga, con la intención de sobrecargar el reactor de la Atalaya con el equipo de superhéroes dentro de él.
Mientras observa el "saneamiento" de las sedes de satélite con Eiling, Batman presenta los elementos del engaño de Luthor y pide a Waller investigue los movimientos de Luthor en Cadmus, Waller consulta al Profesor Hamilton descubriendo el verdadero objetivo de Lex Luthor y pide a Galatea cesar con el ataque, aunque Galatea hace caso omiso de la orden, el ataque falla de todos modos. Con los miembros fundadores de la Liga a cuestas, ella personalmente se dirige a la detención de Luthor y logra detenerlo en su intento de transferir su conciencia en una copia del súper androide imitador Amazo.
Se revela que Brainiac había implantado una copia nano-logística de sí mismo dentro del cuerpo de Luthor que permaneció ahí por varios años (ocurrido durante el episodio de Superman: la serie animada "Un Fantasma en la Máquina"), y la Liga de la Justicia se ve obligado a derrotar a los dos juntos. Desconocido para ellos en esta batalla, Waller había ordenado un ataque aéreo masivo en espera para matar a los villanos, héroes e incluso a ella misma si los héroes no pudieron detener la amenaza, pero lo cancela al ver que la Liga tuvo éxito. Posteriormente, se convierte en enlace oficial de la Liga con el gobierno. Waller es un personaje central durante este arco final de cuatro partes ocurrido en la segunda temporada, Durante los episodios "Cuestión de Autoridad", "Punto Álgido", "Pánico en el Cielo" y "Divididos Caeremos".
En el episodio final de la segunda temporada, "Epílogo", se encuentra 65 años más allá de la actual Liga de la Justicia, y 15 años después de la línea de tiempo de los acontecimientos del Batman más allá de la serie. En el episodio, Terry McGinnis descubre que es una copia parcial genética de Bruce Wayne, a sabiendas de que el Proyecto de Cadmus fue el único grupo que ha avanzado con la tecnología suficiente como para alterar el ADN, buscando a Waller para averiguar acerca de sus propios orígenes. Waller revela que ella fue responsable de cambiar los genes del padre de Terry, habiendo hecho un esfuerzo por crear un futuro reemplazo para el actual Batman, a quien había llegado a respetar con los años viendo como varias veces salvo el día y corrigiendo sus errores como lo fue la Banda de la Escalera Real, siendo este último el que marcó a Waller al momento de decirle que para detener a Ace tenía que asesinarla, el accede pero al llegar con Ace muestra compasión y se queda con ella en sus últimos momentos. Este plan incluso incluyó a los padres de Terry, siendo asesinados por Andrea Beaumont (también conocido como el fantasma de la película de 1993 de animación Batman: la máscara del fantasma), mientras miraba con el fin de replicar la infancia de Bruce, Beaumont en última instancia, se negó, ya que deshonraría a todos los principios de Batman. Waller se enfadó y discutieron pero luego estuvo de acuerdo y renunció a su proyecto, pero el destino provocó el asesinato del padre de Terry por Derek Powers. A pesar de la creencia de Terry de que asumir el rol de Batman es una señal de un Dios, ella le anima a tomar sus propias decisiones y hacerse cargo de los que le aman. Waller también admite que muchas de sus acciones han sido poco ortodoxas, y ella tendrá mucho que explicar con Dios, cuando llegue su momento, lo que le demuestra que no es un oportunista auto engañándose. Esta versión de Waller aparece en la serie de cómics Batman Beyond, antes de los acontecimientos de Epílogo, donde participó en un intento de clonar a Dick Grayson para crear un nuevo Batman, el razonamiento de que Grayson era más estable que su mentor, solo para que el clon se convirtiera en el nuevo "Hush" y empezara a matar a la antigua lista de enemigos de Batman, incluyendo villanos retirados: Singnalman y Hombre Calendario. Hush más tarde muere en un enfrentamiento final con Terry, el verdadero Dick Grayson, y una nueva Catwoman, después de frustrar el plan del villano de destruir Ciudad Gótica.
A pesar de no aparecer físicamente, es mencionada por Batman en el quinto episodio "La Esencia de Flash" cuando un grupo de criminales que intentan vengarse de Flash por siempre mandarlos a prisión, Batman le dice a Flash que Waller le comunicó que varios reclusos andaban sueltos, de los cuales todos eran sus enemigos.
Hace su última aparición en el séptimo episodio "Acto Patriótico". Durante una cena con el General Eiling excolega de Amanda Waller, ella a bajado la guardia con la Liga al ya no considerarlos una amenaza, desde la unión Lex Luthor/Brainiac. Waller dice que tuvieron suerte de evitar la cárcel debido a muchos de sus trabajos ilegales. Aunque Eiling se muestra firme manteniendo la misma postura contra la Liga, ella le dice a Eiling que los tiempos están cambiando, y le sugiere fuertemente que el Viejo soldado debe cambiar con ellos.

##### Young Justice
Amanda Waller aparece en la Young Justice, con la voz de Sheryl Lee Ralph. En esta versión es la guardiana de la penitenciaria Belle Reve.

##### Mis aventuras con Superman
Amanda Waller aparece en Mis aventuras con Superman, con la voz de Debra Wilson. Esta versión es miembro fundadora y colíder del Task Force X junto al general Sam Lane, para acabar con las amenazas alienígenas antes de que pudieran conquistar la Tierra. Sin embargo, con el paso de los años, sus métodos entraron en conflicto con los de Lane, lo que la llevó a degradarlo con la ayuda de Checkmate y convertirse en la única líder de la Task Force X. Sin embargo, después de no poder frustrar la invasión de Brainiac a la Tierra, ella se convierte en una fugitiva.

#### Acción en vivo

##### Smallville
Pam Grier interpreta a Amanda Waller en la novena temporada de la serie de televisión Smallville. Aparece por primera vez en el episodio de dos horas " Justicia Absoluta". Waller es retratado como una agente desclasificada de la organización gubernamental Jaque Mate en búsqueda de miembros para conformar el Escuadrón Suicida. Contrata a Carámbano para atacar y matar a los exmiembros de la Sociedad de la Justicia de América. La verdadera intención de Waller, sin embargo, no es que Carámbano cumpla con su tarea, sino que la nueva generación de superhéroes (Liga de la Justicia) se unan para luchar contra lo que ella describe como un "Próximo Apocalipsis". Waller también revela a Lois Lane la existencia de la JSA (Sociedad de la Justicia de América) y la refleja como algo positivo; revelándose también que Tess Mercer es una de sus agentes. Pam Grier regresa como Waller en el episodio "Checkmate" en la que captura al Detective Marciano en la sede de la agencia después de secuestrar a Green Arrow e intentar convencerlo de reclutarlo para el gobierno. Después de que el Detective Marciano se las arregla para escapar, la reina roja aparece en su tablero de ajedrez para demostrar que hay más formas que ver las cosas en blanco y negro y para anunciar que hay un nuevo jugador en el juego de Waller. En el episodio "El Sacrificio", Waller está trabajando con el "White Knight" también conocido como Stuart Campbell para localizar a Tess Mercer ya que ella puede conducirla hacia a la Kandorianos. Waller intenta varios ataques hacia los Kandorianos pero antes de que se maten, Clark les salva. Waller es luego atacada por el General Zod porque había tomado como rehén a Faora. Cuando Zod se entera de lo que Jaque Mate ha estado haciendo, destruye el cuartel general y, presumiblemente, mata a Waller y Campbell.

##### Arrow
En la segunda temporada de Arrow, Cynthia Addai-Robinson interpretará a Amanda Waller, una integrante de la organización A.R.G.U.S.

### Cine

#### Animación
- Amanda Waller apareció en la adaptación de la película Superman / Batman: Public Enemies, nuevamente interpretada por CCH Pounder. Esta versión se presenta como más comprensiva, y traiciona la oferta del presidente Lex Luthor de una posición prominente en el "nuevo orden mundial" del presidente para proporcionar a Superman y Batman información que pueden usar para destruir un asteroide kryptonita que se dirige a la Tierra.
- Según informes, Amanda Waller aparecía en el guion de David S. Goyer para el proyecto de película, Green Arrow: Escape from Super Max. En el guion, Waller era la Guardiann de la Penitenciaría Super Max para Metahumanos e iba a meter a Flecha Verde a la prisión e introducirle el Dispositivo Parallax después de que Flecha Verde fuera declarado culpable de matar al Coronel Taleb Beni Khalid, un amigo de Waller.
- Amanda Waller aparece en la película Green Lantern interpretada por Angela Bassett.[30] Esta versión es una científica que trabaja para el DEO bajo el mando del senador Robert Hammond. Después de que el xenobiólogo Héctor Hammond adquiriera el poder de leer las mentes de la exposición al ADN de Parallax (un fragmento del cual permaneció en el cuerpo de Abin Sur hasta que se le pidió a Hammond que realizara la autopsia), el contacto con Waller revela que su familia fue asesinada por un hombre armado cuando era más joven. Hammond intenta matarla usando sus poderes telequinéticos en una confrontación posterior, pero Green Lantern la atrapó en un 'charco' de agua con forma de anillo que posteriormente la sacó del peligro.
- Amanda Waller aparece en la película animada Batman: Assault on Arkham, con CCH Pounder retomando su papel. Ambientada en el universo de los videojuegos de Batman: Arkham, se la ve con una luz bastante negativa, enviando al Escuadrón Suicida en una misión de pantalla de humo cuyo único propósito real es matar a Riddler, ya que el villano sabe cómo desactivar las bombas implantadas del Escuadrón Suicida. Al final de la película, Batman le advierte que evite activar al Escuadrón Suicida en el futuro y desestima su advertencia, desafiándolo a que intente denunciarla. Ella encuentra un punto láser del arma de Deadshot sobre ella en la escena final, pero, como se revela en Batman: Arkham Underworld, Batman impidió que Deadshot llevara a cabo el asesinato.
- Una versión alternativa de Amanda Waller aparece en Justice League: Gods and Monsters, con la voz de Penny Johnson Jerald. Esta versión es la Presidenta de los Estados Unidos en la realidad alternativa en la que se desarrolla esta serie. A diferencia de sus muchas encarnaciones pasadas, se demuestra que Waller es una persona más comprensiva, que no está dispuesta a quitar la vida, incluso si es necesario.
- Amanda Waller aparece en Suicide Squad: Hell to Pay expresada por Miss America 1984, Vanessa Williams. Una vez más, vigila a la Brigada de la Fuerza de Tarea X mientras amenaza con matarlos con las bombas implantadas en el cuello si se rebelan. Después de descubrir que tiene una enfermedad terminal, Waller envía a su escuadrón para encontrar a Steel Maxum y adquirir una carta mística que (anteriormente) poseía.
- Vanessa Williams repitió el papel de Waller en Batman: Hush. Ella aparece para transferir a Bane fuera de la Penitenciaría Blackgate antes de que el demonio se libere. Con la ayuda de Batman, ella puede tranquilizar a Bane para capturarlo y usarlo para su Escuadrón Suicida. Dado que no ha muerto entre películas, significa que Waller encontró una manera de prolongar su vida o su enfermedad está en remisión.
- Amanda Waller se menciona en Justice League Dark: Apokolips War. Harley Quinn revela que murió de cáncer (que se reveló en Suicide Squad: Hell to Pay). Después de su muerte, Harley se hizo cargo de liderar el escuadrón, usando la Isla Stryker como base.

#### Universo extendido de DC y Universo DC
- Viola Davis interpretó a Amanda Waller en la película de Warner Bros. Escuadrón suicida, que forma parte de la serie de películas DC Extended Universe, que se estrenó en 2016.[31][32] Ella es una alta funcionaria y directora de A.R.G.U.S., esta versión de Waller estableció el Escuadrón Suicida y se convierte en una ocasional aliada de conveniencia de Batman, cuya identidad secreta conoce. Después de la muerte de Superman, habló con varios otros expresando su preocupación de que el próximo Superman no comparta su visión del mundo. Para llenar el vacío de poder, Waller quería reunir a Task Force X, un equipo de metahumanos prescindibles que se utilizarían para ejecutar operaciones encubiertas contra amenazas peligrosas. Uno de los mayores activos de Waller era June Moone, la anfitriona de la bruja Enchantress, y estaba parcialmente controlada por el novio de Moone y aliado clave de Waller, Rick Flag.
- Davis repite su papel en The Suicide Squad (2021). Donde vemos a una Waller más ruda y decidida a sacrificar vidas por el bien de su nación.[33] Waller despliega dos grupos de la Task Force X en Corto Maltese luego de un golpe para interrumpir el "Proyecto Starfish" del país, que se reveló como una misión para ocultar el papel de Estados Unidos en el proyecto.
- Waller hace cameos sin acreditar en los episodios de la temporada 1 de Peacemaker, "A Whole New Whirled" y "It's Cow or Never", con Davis retomando su papel. En el primer episodio, Waller tiene una conversación con su hija, Leota Adebayo, sobre su misión secreta mientras trabajaba en el Proyecto Mariposa. En el final de temporada, se la ve viendo una transmisión de Adebayo exponiendo al público a Task Force X y Proyecto Mariposa, así como la participación de Waller en ambos programas. A lo largo de la primera temporada, se revela que Waller usó a Adebayo en un intento de incriminar injustamente a Peacemaker y encarcelarlo.
- Waller apareció en Black Adam (2022), con Davis retomando su papel.[34] Cuando Teth-Adam fue liberado en Kahndaq y mató a varios miembros de Intergang, Waller se puso en contacto con Hawkman, que había reformado la Sociedad de la Justicia, para derrotar y encarcelar a Adam, lo que lograron hacer, pero Adam eventualmente escaparía. Después de la Batalla de Kahndaq, Waller llamó a Adam para amenazarlo con no huir de su nación y envió a Superman para que lo detuviera.

### Videojuegos
- Amanda Waller aparece en DC Universe Online, con la voz de Debra Cole. En la alerta de Bludhaven, Major Force mencionó a los jugadores que Waller lo ha enviado a Bludhaven para reunir muestras de Chemo y probar a los Chemoids. Amanda Waller también proporciona el mensaje de introducción a las misiones de PVP cuando la opción de "escuadrón suicida" está activada.
- Amanda Waller se menciona en algunos diálogos previos al juego entre Vixen, Capitán Frío, Black Adam, Cyborg y Deadshot en el videojuego Injustice 2.
- Amanda Waller aparece en Batman: The Enemy Within, una secuela de Batman: The Telltale Series, con la voz de Debra Wilson. Ella es la directora de la Agencia y llega a Gotham para rastrear el Pacto, un grupo de criminales liderado por un exempleado conocido como Riddler.. Tomando el control del GCPD, Waller trabaja con Batman para capturar el grupo. Después de conocer la identidad del vigilante de uno de sus agentes, ella amenaza revelarla si él no coopera con ella. Finalmente, se revela que Waller también planea obtener el virus LOTUS de SANCTUS, sintetizar una versión utilizable y chantajear a los miembros del Pacto para que trabajen para la Agencia, usándola como incentivo. Sin embargo, estos se ponen rápidamente en desorden cuando uno de sus agentes contamina la sangre de Riddler, lo que impide que la Agencia lo haga. Durante el último episodio, dependiendo de qué camino toma Joker, Waller trabaja con Batman para capturar al Joker o intenta amenazarle para que entregue tanto al nuevo vigilante como al virus LOTUS. Sin importar, ella deja a Gotham con la Agencia en gratitud por sus acciones y promete no revelar su identidad y al mismo tiempo llegar a un acuerdo con James Gordon.

#### Arkham series
- Amanda Waller aparece en Batman: Arkham Origins, expresada una vez más por CCH Pounder. En la escena poscréditos, ella se acerca a Deathstroke en una celda de la prisión y ofrece un lugar en su Escuadrón Suicida a cambio de una sentencia de prisión conmutada que Deathstroke debe considerar.
- Amanda Waller aparece de nuevo en Batman: Arkham Origins Blackgate. Ella está fuertemente implicada en ser el verdadero cerebro detrás del levantamiento de la prisión, habiendo orquestado los eventos y manipulado tanto a los criminales como a los agentes para encontrar a los mejores candidatos para el Escuadrón Suicida. Ella a propósito contrató a Catwoman para liberar a Bane fuera de Blackgate, aunque la misión fue un fracaso debido a la participación de Batman. Sin embargo, Waller eligió a Deadshot y Bronze Tiger como dos nuevos candidatos para el Escuadrón Suicida.[35]
- Amanda Waller aparecerá en Suicide Squad: Kill the Justice League con Debra Wilson retomando el papel de Batman The Enemy Within, tanto en captura de voz como facial. Wilson hizo una aparición en vivo como Amanda Waller en los Game Awards 2021, momentos antes del estreno mundial del avance del juego.[36]

#### Lego series
- Amanda Waller aparece a través de contenido descargable como un personaje jugable en Lego Batman 3: Beyond Gotham, con Cynthia Addai-Robinson retomando su papel de Arrow. Waller narra el nivel de "El Escuadrón" donde el Escuadrón debe luchar a través de la Penitenciaría Belle Reve y detener a un misterioso villano que se ha infiltrado en Belle Reve.[37]
- Amanda Waller aparece como un NPC en Lego DC Super-Villains, con la voz de Yvette Nicole Brown.

### Web
- Una versión alternativa aparece en Justice League: Gods and Monsters Chronicles (que acompaña a Justice League: Gods and Monsters), con la voz de Penny Johnson Jerald.
- Una versión alternativa aparece en DC Super Hero Girls, con la voz de Yvette Nicole Brown.[38] Ella es la directora de Super Hero High.

### Diverso
- Amanda Waller aparece brevemente en Arkham Unhinged (la pieza que acompaña al cómic del videojuego Batman: Arkham City). Se la ve en un flashback donde recluta Deadshot en el Escuadrón Suicida, y se supone que tuvo una mano que le permitió infiltrarse en Arkham City.[39]
- Como un juego de realidad alternativa para promocionar la película Green Lantern, el blog oficial de Amanda Waller, escrito por el creador de Waller John Ostrander, se publicó en línea. "Waller" invitó a los lectores a participar en el proyecto Zooniverse;[40] los participantes fueron recompensados con clips de audio de los personajes de la película.[41]

### Juguetes
- Mattel lanzó a Amanda Waller como una figura en su línea de juguetes Justice League Unlimited en 2009.